# Douzy
Douzy é uma comuna francesa na região administrativa de Grande Leste, no departamento Ardenas. Estende-se por uma área de 12,76 km². Em 2010 a comuna tinha 2 248 habitantes (densidade: 176,2 hab./km²). Em setembro de 2015, a antiga comuna de Mairy foi fundida com Douzy.